# Démodocos
Pour les articles homonymes, voir Démodocos (homonymie).
Démodocos ou Démodoque (en grec ancien : Δημόδοκος / Dēmódokos) est un personnage de l’Odyssée d'Homère.
Il est aède à la cour d'Alcinoos et apparaît au chant VIII de l'épopée. Devant Ulysse, invité d'honneur d'un banquet, il chante des épisodes de la guerre de Troie : notamment la querelle entre Ulysse et Achille, scène qui ne figure pas dans l’Iliade, et le cheval de Troie, épisode qui est postérieur aux événements narrés dans ce même livre. Il chante également les amours adultères d'Arès et d'Aphrodite.
Démodocos a la particularité d'être aveugle :

« Un héraut s'avança, conduisant le fidèle aède
À qui la Muse qui l'aimait a donné bien et mal,
Lui ayant pris ses yeux, mais donné la douceur du chant. »

— (Trad. Philippe Jaccottet)
Sur ce passage, ainsi que sur deux vers des Hymnes homériques, les Anciens s'appuyaient pour déclarer qu'Homère était aveugle. Martin P. Nilsson remarque cependant dans Homer and Mycenæ (1933) que dans certaines régions slaves, les bardes sont rituellement qualifiés d'« aveugles », parce que la perte de la vue est supposée stimuler la mémoire.